# Nemesládony
Nemesládony è un comune dell'Ungheria di 130 abitanti (dati 2001). È situato nella contea di Vas.